# Aeroporto di Gyumri
L'Aeroporto di Gyumri (IATA: LWN, ICAO: UDSG) è un aeroporto internazionale che serve la città di Gyumri e tutta la provincia dello Shirak ed è situato a 5 km dal centro della città.
Inaugurato nel 1961, è oggi il secondo aeroporto per traffico dell'Armenia dopo l'Aeroporto di Yerevan-Zvartnots. Attualmente sono operativi voli per Mosca, Rostov sul Don e Soči.
All'inizio del 2006 in Armenia si sentì la necessità di avere un altro aeroporto internazionale per quando le condizioni meteorologiche non consentissero movimenti all'Aeroporto di Yerevan-Zvartnots. Vennero installati nuovi strumenti di controllo del traffico aereo, che consentono l'identificazione in un raggio di 400 km, ed è la prima volta in un aeroporto situato ad una altitudine così elevata.

## Statistiche
| Anno                               | 2005   | 2006   | 2007.  |
| ---------------------------------- | ------ | ------ | ------ |
| Passeggeri in partenza             | 18,800 | 24,011 | 11,339 |
| Passeggeri in arrivo               | 27,300 | 22,399 | 7,291  |
| Totale passeggeri                  | 46,100 | 46,410 | 18,630 |
| Merci esportate (ton)              | 20     | 3.1    | N/A    |
| Merci importate (ton)              | 126    | 15     | 6.2    |
| Totale merci (ton)                 | 146    | 18.1   | 6.2    |
| Movimento voli (partenze o arrivi) | 472    | 355    | 166    |